# Episodi di Sneaky Pete (terza stagione)
La terza e ultima stagione della serie televisiva Sneaky Pete, composta da  10 episodi, è stata pubblicata negli Stati Uniti d'America il 10 maggio 2019 su Amazon Video.
In Italia la stagione è stata interamente pubblicata lo stesso giorno della pubblicazione americana sempre sul servizio streaming Amazon Video.
| nº | Titolo originale                              | Titolo italiano                                   | Pubblicazione USA | Pubblicazione Italia |
| -- | --------------------------------------------- | ------------------------------------------------- | ----------------- | -------------------- |
| 1  | The Double Up and Back                        | L'altro lato della metà                           | 10 maggio 2019    | 10 maggio 2019       |
| 2  | The Huckleberry Jones                         | L'Huckleberry Jones                               | 10 maggio 2019    | 10 maggio 2019       |
| 3  | The Stamford Trust Fall                       | Perdere la fiducia a Stamford                     | 10 maggio 2019    | 10 maggio 2019       |
| 4  | The Vermont Victim and the Bakersfield Hustle | La vittima del Vermont e la truffa di Bakersfield | 10 maggio 2019    | 10 maggio 2019       |
| 5  | The Invisible Man                             | L'uomo invisibile                                 | 10 maggio 2019    | 10 maggio 2019       |
| 6  | The California Split                          | La separazione californiana                       | 10 maggio 2019    | 10 maggio 2019       |
| 7  | The Little Sister                             | La sorella minore                                 | 10 maggio 2019    | 10 maggio 2019       |
| 8  | The Sunshine Switcheroo                       | Scambio alla luce del sole                        | 10 maggio 2019    | 10 maggio 2019       |
| 9  | The Mask Drop                                 | Giù la maschera                                   | 10 maggio 2019    | 10 maggio 2019       |
| 10 | The Brooklyn Potash                           | La potassa di Brooklyn                            | 10 maggio 2019    | 10 maggio 2019       |